# Spilogona spiniterebra
Spilogona spiniterebra este o specie de muște din genul Spilogona, familia Muscidae. A fost descrisă pentru prima dată de Stein în anul 1907. Conform Catalogue of Life specia Spilogona spiniterebra nu are subspecii cunoscute.